# Kozári Gyula
Kozári Gyula, 1887-ig Kasztl (Marcali, 1864. október 27. – Kőszeg, 1925. május 20.) római katolikus főesperes, tanár, filozófiai író.

## Élete
Kasztl Fülöp kereskedő és Kohn Jozefa (1843–1928) gyermekeként született izraelita családban, ám 1882. december 27-én kikeresztelkedett. Középiskolai tanulmányait 1881-ben Nagykanizsán fejezte be, majd 1882-ben a budapesti tudományegyetemen bölcsészetet és 1883-ban jogot hallgatott. 1884-től Pécsett kispapként tevékenykedett, s végül 1887-ben szentelték pappá. Több településen – Himesházán, Cikón, Bátaszéken és Németbólyon – is káplánként működött. 1892-től Pécsett hitoktató és jogakadémiai hitszónok volt. 1898-tól a magyar királyi pécsi, 1903-tól a nagyváradi hadapródiskola vallástanára és francia nyelv tanára volt. 1911-től tábori lelkész, 1920-től a kőszegi Hunyadi Mátyás Reáliskola és Nevelő Intézet tanára, 1921-től igazgatója volt. 1895-ben a Szent István Társulat tudományos és irodalmi osztálya és az Aquinói Szent Tamás Társaság is tagjai közé választotta. 1915-től tagja volt a Szent István Akadémiának is. Sok irodalmi, filozófiai és vallásbölcseleti munkát írt, amelyekben nem annyira eredeti felfogás, mint inkább széleskörű olvasottság nyilvánult meg. Munkatársa volt A Pallas nagy Lexikonának, amelyben a bölcselet és a katolikus hittudomány témájában számos cikket irt. 

## Művei
- Korunk bölcs-e (Pécs, 1892)
- Egyházi beszéd a szigetvári Zrínyi emlékünnepélyen... (Pécs, 1893)
- Egyházi beszéd a mohácsi vész évfordulóján... (Pécs, 1894)
- Az átöröklés problémája (Budapest, 1894)
- Korkérdések konferencia-beszédeiből (Szeged, 1894)
- La loi des trois états (Brüsszel, 1895)
- Életföladat és életörömök (Pécs, 1895)
- Descartes és Szent Tamás (Budapest, 1896., különnyomat a Bölcseleti Folyóiratból)
- Idealizmus az irodalomban (Budapest, 1897)
- Pozitivizmus és katolicizmus (Budapest, 1896)
- Szent Tamás és Descartes Isten létezéséről. Pótlék. (Budapest, 1897)
- Wundt rendszerének ismertetése és kritikája. (Budapest, 1898., különnyomat. Bölcseleti Folyóiratból)
- Comte, Wundt und die Philosophie in der Hierarchie der Wissenschaften (Fribourg, 1898)
- A halhatatlanság és az én barátnőm. Fölolvasás. (Pécs, 1898)
- A kereszténység és az emberi lélek (Pécs, 1900)
- Imádságos- és énekeskönyv a magyar királyi honvéd főreáliskola és hadapródiskola számára. (Budapest, 1904)
- Átöröklés és nemzeti nevelés. Term. bölcs. és neveléstani tanulmány. (Budapest, 1905., különnyomat a Bölcseleti Folyóiratból)
- Essayek. Bourget-Maeterlinck-Tolstoj (Nagyvárad, 1905)
- Comte, a positivismus és az evolucio (Ismertetés és kritika). 2. rk. bővített, átdolgozott és megjavított kiad. 1-2. kötet. Budapest, 1905)
- Az egyház és demokrácia. (Budapest, 1906., különnyomat a Bölcseleti Folyóiratból)
- A leszármazás- és a fejlődés elmélete. (Budapest, 1907., különnyomat a Hittudományi Folyóiratból)
- Emberi okmányok a tegnap, ma és holnap irodalmából. Metafiziko-pszichológiai tanulmány. 1-2. köt. Budapest, 1910)
- Gondolatok az író erkölcsi felelősségéről (Nagyvárad, 1912)
- Pascal. Tanulmányok. (Budapest, 1914)